# Ptychoglene phrada
Ptychoglene phrada är en fjärilsart som beskrevs av Druce 1889. Ptychoglene phrada ingår i släktet Ptychoglene och familjen björnspinnare. Inga underarter finns listade.